# إيفا أرونسون
إيفا أرونسون (بالإنجليزية: Eva Aronson)‏ (من مواليد 2 مارس 1908 - تُوفيت في 8 يناير 1999) وهي لاعبة شطرنج أمريكية مولودة في السويد وحصلت على لقب «أستاذ دولي في (الشطرنج)». كانت الفائزة ببطولة الشطرنج للنساء في الولايات المتحدة (1972).

## حياتها
من 1950 إلى 1970، كانت إيفا أرونسون واحدة من لاعبي الشطرنج الرائدة في الولايات المتحدة. فازت ببطولة الولايات المتحدة الأمريكية للشطرنج عام 1972. كما فازت خمس مرات ببطولة الولايات المتحدة المفتوحة للشطرنج للسيدات للأعوام التالية: 1953 و 1961 و 1969 و 1972 و 1973.
في عام 1967، شاركت إيفا أرونسون في بطولة العالم للسيدات في بطولة الشطرنج في سوبتيتسا، واحتلت المرتبة الثامنة عشرة وفي عام 1973، شاركت في البطولة العالمية لبطولة الشطرنج العالمية للنساء في منورقة وتقاسمت المركز 17-18.
لعبت إيفا أرونسون في الولايات المتحدة في أولمبياد الشطرنج للسيدات:
في عام 1966، حصلت على المركز الثالث في أولمبياد الشطرنج للنساء في أوبرهاوزن (+2، = 0، -4).
كانت إيفا متزوجة من لاعب الشطرنج نينوس أرونسون (1897-1984).

## وصلات خارجية
- إيفا أرونسون على موقع مباريات الشطرنج (الإنجليزية)
- إيفا أرونسون على موقع 365Chess.com (الإنجليزية)
- إيفا أرونسون على موقع Chesstempo.com (الإنجليزية)
- إيفا أرونسون سجل أولمبياد الشطرنج للسيدات على موقع OlimpBase.org (الإنجليزية)
- Eva Aronson chess games at 365Chess.com